# 福島莉拉
福島莉拉（日語：福島 リラ，1980年1月9日—）是一位日本女演員和時裝模特兒，以時常在美國影視作品中扮演日籍漫畫角色著稱，如電影《金鋼狼：武士之戰》（2013年）中的雪緒、《攻殼機動隊》（2017年）的紅袍藝妓，以及電視劇《綠箭俠》（2014年至2016年、2019年）的山城龙。

## 生平
福島莉拉出生於東京都。她起初想在東京尋求模特兒經紀人的職位，但被說服嘗試擔任模特兒。此後現身各種時裝品牌或活動。2013年，出演好萊塢超級英雄電影《金鋼狼：武士之戰》（2013年）中的雪緒而獲得國際知名度。福島莉拉被《時尚》選入2013年年度女性之一。

## 作品列表

### 電影
| 年份 | 標題                                 | 角色           | 附註 |
| ---- | ------------------------------------ | -------------- | ---- |
| 2010 | 《因果報應：非常扭曲的愛情故事》（Karma: A Very Twisted Love Story） | 麗（）         | 短片 |
| 2013 | 《金鋼狼：武士之戰》                 | 雪緒           |      |
| 2014 | 《再一次說愛你》                     | 惠梨香（エリカ）     |      |
| 2015 | 《血光光五人帮：传说》               | 余市（余市）       |      |
| 2016 | 《火星异种》                         | 咲原（榊原）       |      |
| 2017 | 《攻殼機動隊》                       | 紅袍藝妓       |      |
| 2019 | 《宿敌》（Enemy Within）                         | 西開市愛子（Aiko Nishikaichi） |      |
| 2019 | 《蜜蜂與遠雷》                       | 珍妮弗·張（ジェニファ・チャン）  |      |
| 2020 | 《愛大合唱》（Love Cantata）                     | 慧子（Kei）       | 短片 |
| 2021 | 《安妮特》                           | 護士           |      |
| 2025 | 《捍衛任務：復仇芭蕾》               | Petra          |      |

### 電視
| 年份            | 標題                     | 角色         | 附註             |
| --------------- | ------------------------ | ------------ | ---------------- |
| 2014            | 《軍師官兵衛》           | 尾道（お道）     | 4集              |
| 2014            | 《漫長的告別》           | 莉莉（リリー）     | 5集              |
| 2015            | 《戰士》（Warrior）             | 田須（Tasu）     | 電視電影         |
| 2014–2016，2019 | 《綠箭俠》               | 山城龙       | 16集             |
| 2015            | 《冰與火之歌：權力遊戲》 | 紅色女祭司   | 單集：「大麻雀」 |
| 2017            | 《她們的百萬日圓》       | 白川美波（白川美波） | 12集             |
| 2015            | 《盲點》                 | 明子（Akiko）     | 單集：「」       |
| 2020            | 《惡魔城》               | 朱咪（Sumi）     | 配音；10集       |
| 2020            | 《反恐特警組》           | 莉歐（Rio）     | 單集：「」       |

## 外部連結
- 福島莉拉在互联网电影资料库（IMDb）上的資料（英文）